# Hyperolius ukwiva
Espèce
Statut de conservation UICN

 EN B1ab(iii) : En danger
Hyperolius ukwiva est une espèce d'amphibiens de la famille des Hyperoliidae.

## Répartition et habitat
Cette espèce est endémique de Tanzanie. Elle se rencontre dans les monts Rubeho. Elle vit dans les mosaïques de forêts et prairies de montagne. 

## Description
Les 2 spécimens adultes femelles observés lors de la description originale mesurent entre 28,0 mm et 29,3 mm de longueur standard.

## Étymologie
Son nom d'espèce lui a été donné en référence à son lieu de découverte, la forêt d'Ukwiva.

## Publication originale
- Loader, Lawson, Portik & Menegon, 2015 : Three new species of spiny throated reed frogs (Anura: Hyperoliidae) from evergreen forests of Tanzania. BMC Research Notes, vol. 8, no 167, p. 1–16 (texte intégral).